# Kotelni
Kotelni (en rus oстров Котельный, óstrov Kotelni) és l'illa principal de les Anjou (o Anjú), un subgrup de l'arxipèlag rus de Nova Sibèria, a l'Àrtida situat entre el mar de Làptev i el mar de la Sibèria Oriental a Rússia.
Kotelni forma un continu territorial amb l'illa Faddèievski (oстров Фаддеевский, óstrov Faddèievski) a través de l'anomenada Terra de Bunge (земля́ Бу́нге, zemlià Bunge). Amb una superfície total de 23.165 km², el continu geogràfic és una de les 50 illes més grans del món.
Aquest territori té un clima àrtic extremadament fred. El mar que envolta el conjunt està glaçat gairebé deu mesos l'any i les illes queden cobertes de neu la major part de l'any. Àdhuc a l'estiu la fredor del mar no deixa pujar gaire la temperatura. Tot i això, amb el canvia climàtic, l'estiu el mar es descongela i els russos estudian reobrir obrir-hi un port i un aerodrom militar, per servir aquesta ruta comercial que podria ser una alternativa més curta que el canal de Suez.
L'illa de Kotelni té 11.665 km² de superfície i és rocosa i aturonada. Assoleix la màxima altitud al Malakatin-Tas (374 m), la muntanya més alta de l'arxipèlag de Nova Sibèria, és regat pel Txukótxia, el riu més gran del conjunt. El cap Anisi n'és l'extrem més septentrional i constitueix un punt de referència geogràfic important, car marca l'extrem nord-oriental del mar de Làptev. Kotelni té més varietat i abundància de vegetació que la resta del conjunt.
El 1993 Rússia va abandonar la base militar però el 2013 hi va tornar militarment i va enviar-hi vaixells militar per a consolidar els interessos militars i econòmics, com que es suposa que hi ha jaciments interessants de primeres matèries, en el marc d'un program neoimperial. S'hi va construir una nova base militar «Trèvol del Nord».

## Administració
És una zona pràcticament deshabitada que només rep visites ocasionals. Fou descoberta per l'industrial rus Ivan Liàkhov el 1773, que hi cercava ivori de mamuts i que pretenia que l'illa era feta d'ivori.
Administrativament el conjunt format per Kotelni, la Terra de Bunge i Faddèievski s'inclou dins la república de Sakhà (l'ex-Iakútia) de la Federació Russa.